# Zimowa Uniwersjada 2003

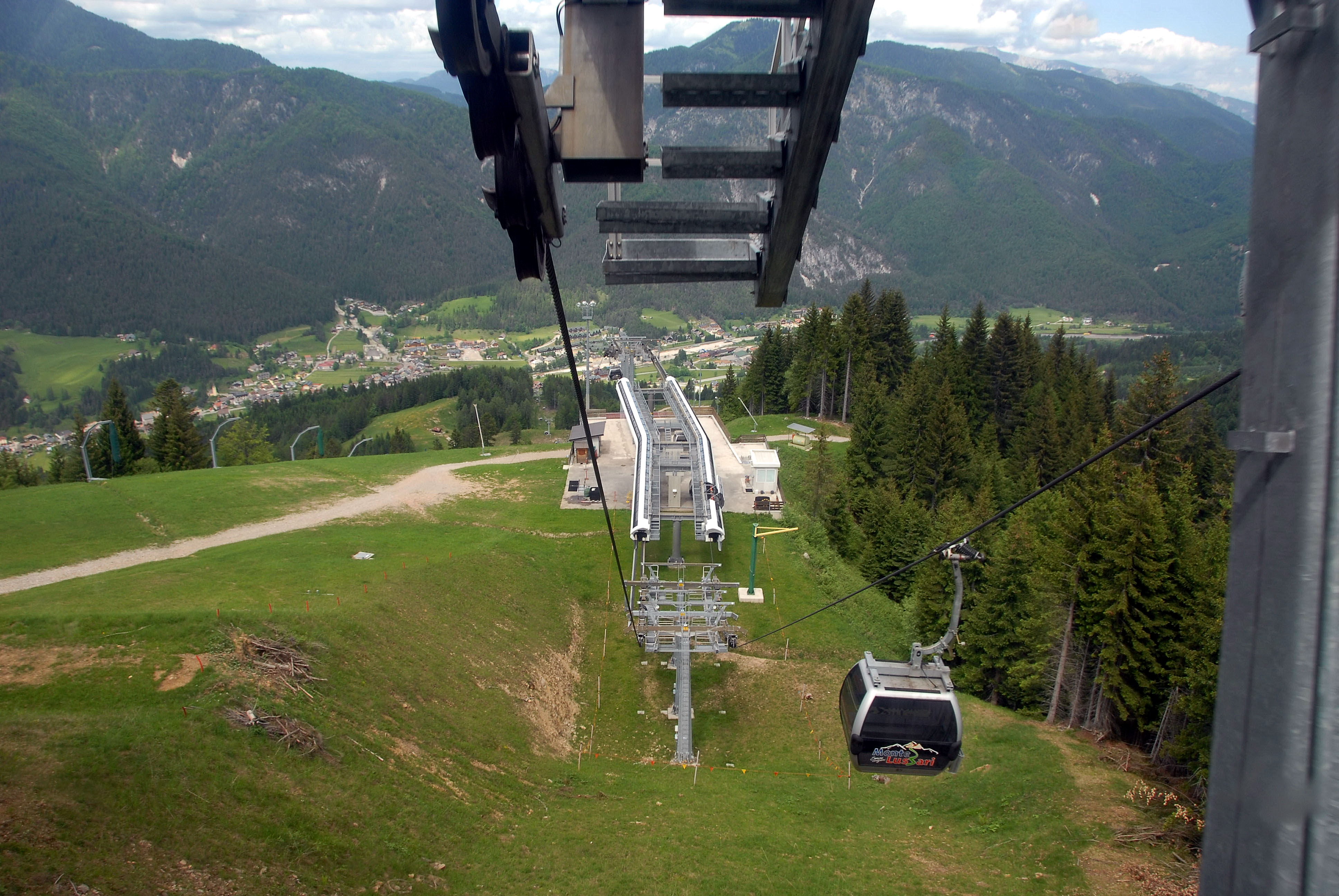
Ośrodek narciarski Tarvisio

21. Zimowa Uniwersjada – międzynarodowe zawody sportowców-studentów, które odbyły się we włoskim miasteczku Tarvisio. Impreza została zorganizowana między 16, a 26 stycznia 2003 roku. Nad organizacją zawodów czuwała Fédération Internationale du Sport Universitaire.

## Polskie medale
Reprezentanci Polski zdobyli w sumie 4 medale. Wynik ten dał polskiej drużynie 19. miejsce w klasyfikacji medalowej.

### Srebro
- Wojciech Pająk – snowboard, half-pipe

### Brąz
- Krystian Długopolski – narciarstwo klasyczne, skoki K 90 indywidualnie
- Łukasz Kruczek, Grzegorz Śliwka i Krystian Długopolski – narciarstwo klasyczne, skoki K 90 drużynowo
- Blanka Isielonis – snowboard, slalom

## Klasyfikacja medalowa
| Klasyfikacja medalowa | Klasyfikacja medalowa | Klasyfikacja medalowa | Klasyfikacja medalowa | Klasyfikacja medalowa | Klasyfikacja medalowa |
| --------------------- | --------------------- | --------------------- | --------------------- | --------------------- | --------------------- |
| Miejsce               | Reprezentacja         | Złoto                 | Srebro                | Brąz                  | Razem                 |
| 1                     | Rosja                 | 12                    | 10                    | 10                    | 32                    |
| 2                     | Ukraina               | 7                     | 4                     | 3                     | 14                    |
| 3                     | Chiny                 | 6                     | 2                     | 2                     | 10                    |
| 4                     | Włochy                | 5                     | 8                     | 7                     | 20                    |
| 5                     | Japonia               | 5                     | 6                     | 3                     | 14                    |
| 6                     | Korea Południowa      | 5                     | 3                     | 4                     | 12                    |
| 7                     | Słowenia              | 3                     | 5                     | 3                     | 11                    |
| 8                     | Austria               | 3                     | 1                     | 1                     | 5                     |
| 9                     | Kanada                | 2                     | 5                     | 3                     | 10                    |
| 10                    | Czechy                | 2                     | 2                     | 2                     | 6                     |
| 11                    | Kazachstan            | 2                     | 2                     | 2                     | 6                     |
| 12                    | Białoruś              | 2                     | 2                     | 1                     | 5                     |
| 13                    | Francja               | 2                     | 1                     | 1                     | 4                     |
| 14                    | Finlandia             | 1                     | 3                     | 4                     | 7                     |
| 15                    | Szwajcaria            | 1                     | 2                     | 1                     | 4                     |
| 16                    | Niemcy                | 1                     | 0                     | 1                     | 2                     |
| 17                    | Szwecja               | 1                     | 0                     | 0                     | 1                     |
| 18                    | Słowacja              | 0                     | 2                     | 2                     | 4                     |
| 19                    | Polska                | 0                     | 1                     | 3                     | 4                     |
| 20                    | Wielka Brytania       | 0                     | 1                     | 1                     | 5                     |
| 21                    | Stany Zjednoczone     | 0                     | 1                     | 1                     | 2                     |
| 22                    | Serbia i Czarnogóra   | 0                     | 0                     | 1                     | 1                     |
| 23                    | Norwegia              | 0                     | 0                     | 1                     | 1                     |